# Техногайянизм

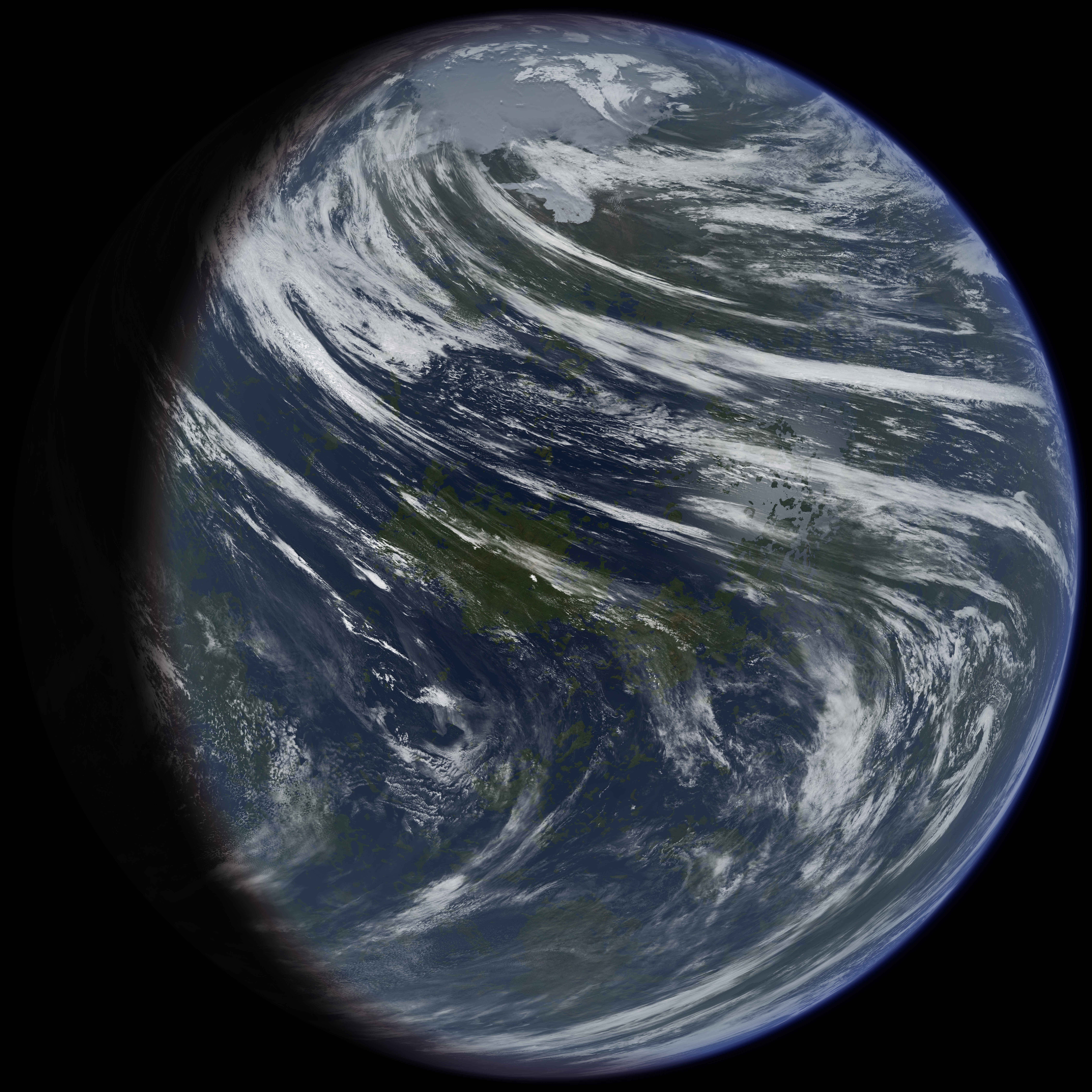
Терраформированная Венера; рисунок художника

Техногайянизм (от «techno-» — технология и «gaian» — Гея) — одно из течений защитников природы и трансгуманизма. Представители техногайянизма выступают за активное развитие новых технологий, которые в будущем помогут восстановить окружающую среду. Техногайянисты также утверждают, что создание чистых и безопасных технологий — важная цель всех защитников окружающей среды.

## Идеология
Техногайянисты считают, что технологии со временем становятся чище и эффективнее. Более того, нанотехнология и биотехнология могут дать средства полного восстановления окружающей среды. Например, молекулярная нанотехнология позволит преобразовать скопившийся на свалках мусор в полезные материалы и продукты, биотехнология позволит создать специальных микробов, питающиеся отходами производств.
По их мнению, человечество в настоящее время в тупике и единственный путь для развития человеческой цивилизации — принять принципы техногайянизма и ограничить эксплуатацию природных ресурсов. Только наука и техника позволят человечеству выйти из этого тупика в стабильно прогрессивное развитие и избежать катастрофических последствий глобальных рисков.
Один из примеров практического воплощения идеологии техногайянизма — создание искусственных закрытых экосистем, используемых для проверки возможности жизни и работы в условиях космических колоний и многолетних космических перелетов, а также для исследования способов разумного управления земной биосферой. Радикальные техногайянисты предлагают терраформировать планеты, спутники и другие небесные тела, целенаправленно изменяя атмосферу, температуру поверхности и другие их характеристики для воссоздания земной биосферы и заселения её людьми.
Другие примеры: создание новых продуктивных генетически модифицированных форм древесных растений для восстановления с их помощью лесов и использование более эффективных генетически модифицированных сельскохозяйственных видов для уменьшения нагрузки сельского хозяйства на окружающую среду.

## Некоторые представители техногайянизма
Социолог Джеймс Хьюз (James Hughes) в качестве примера политического философа-техногайяниста называет Уолтера Андерсона (Walter Truett Anderson), автора книги «To Govern Evolution: Further Adventures of the Political Animal». По его мнению, техногайянизм в контексте экологического управления можно найти в работах Майкла Розенцвейга (Michael Rosenzweig) («Win-Win Ecology: How The Earth’s Species Can Survive In The Midst of Human Enterprise») и Брюса Стерлинга. Адепт «демократического трансгуманизма» Джордж Дворский приводит примеры мер, которые могли бы быть осуществлены с позиций техногайянизма.
Ярким представителем техногайянизма является биолог Питер Уорд. По его мнению, даже если человечество полностью исчезнет, Земля не сможет восстановиться. Более того, сами природные процессы могут в итоге стать тем фактором, который уничтожит земную биосферу (как это было с массовыми вымираниями прошлого). Поэтому, человечество должно активно участвовать в процессе восстановления Земли, используя для этого новейшие технологии (генная инженерия и др.).
Питер Уорд:

Мы не арендаторы, мы собственники. Но остальная природа не должна расплачиваться за наше владение. Положение дел можно исправить… Мы единственные, кто может положить руку на пульт управления

## Примеры воплощения

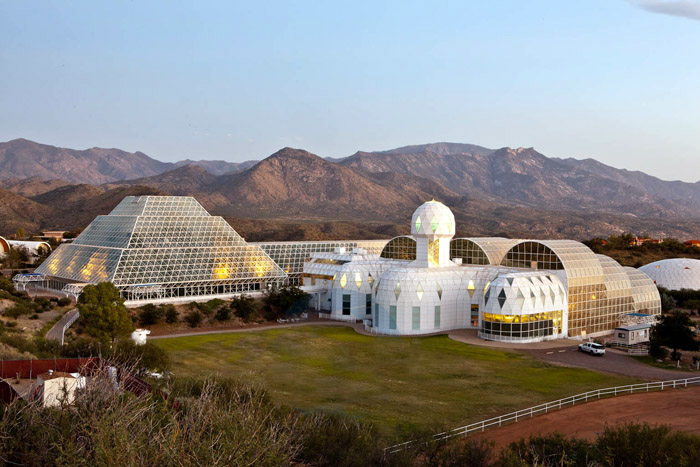
Здание научного комплекса «Биосфера-2», внутри которого смоделирована замкнутая экосистема
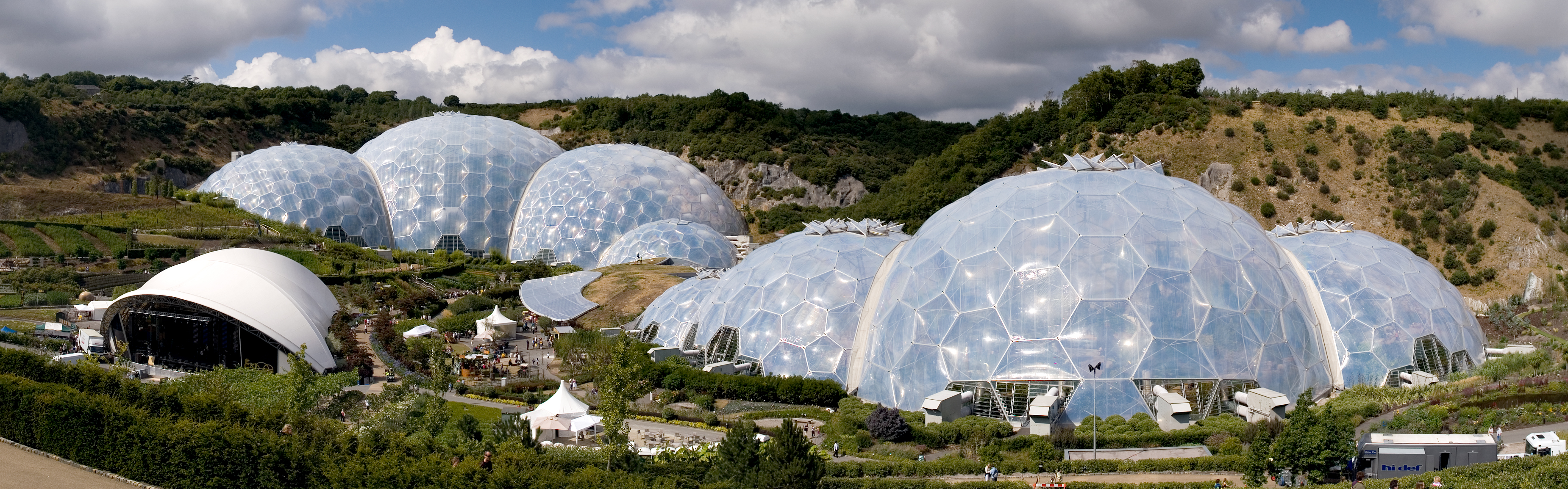
Комплекс оранжерей Проект «Эдем», внутри которых созданы биомы
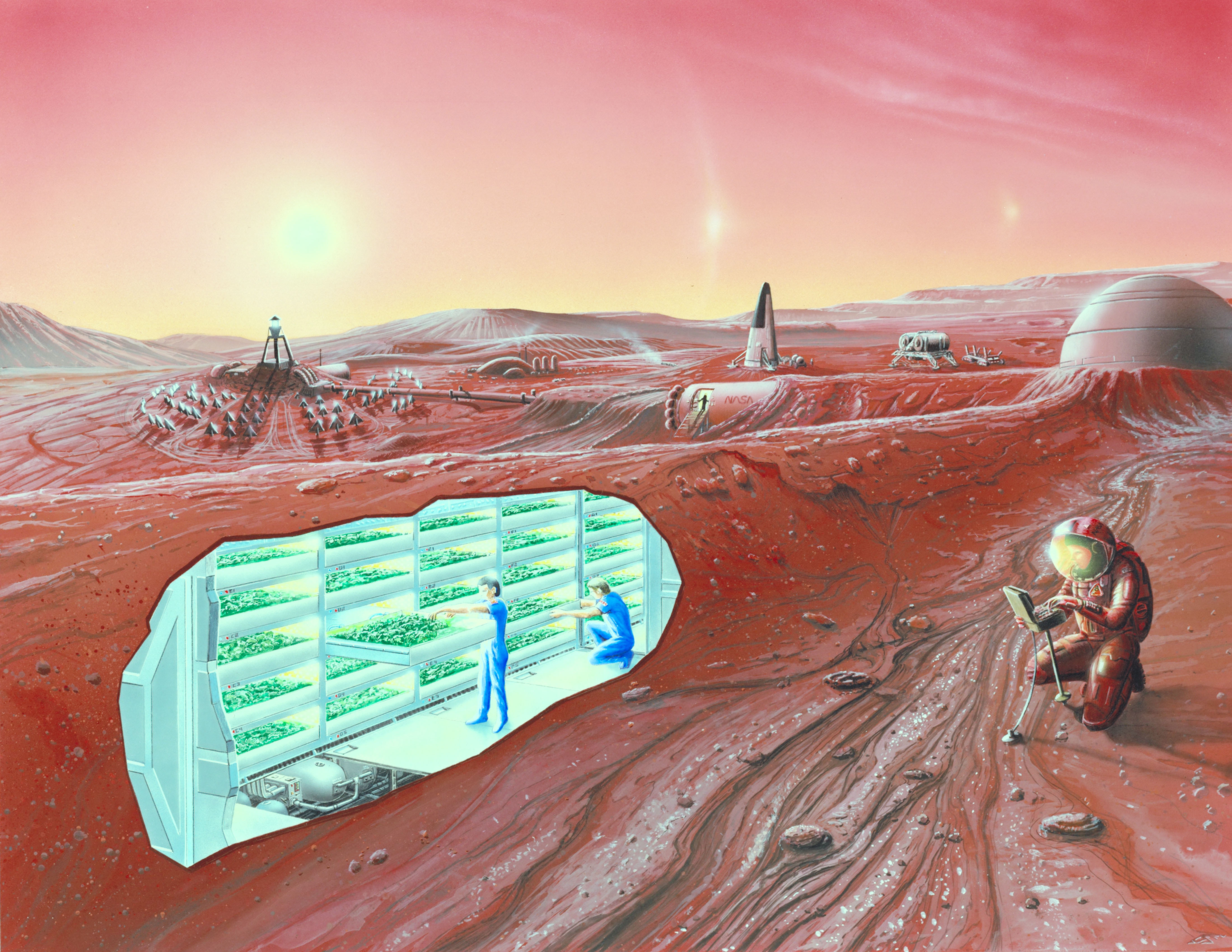
Представление художника о базе на Марсе, в разрезе садоводческий отсек
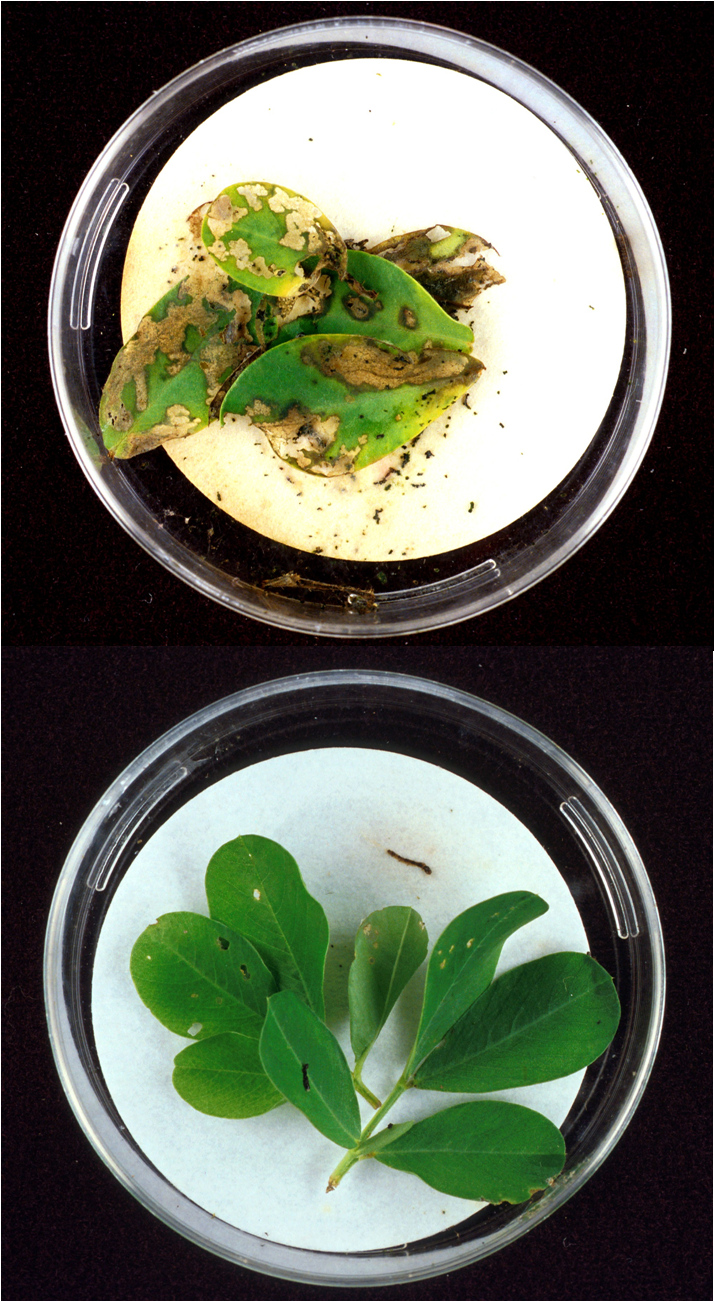
Токсины бактерий Bacillus thuringiensis защищают листья арахиса от вредителей
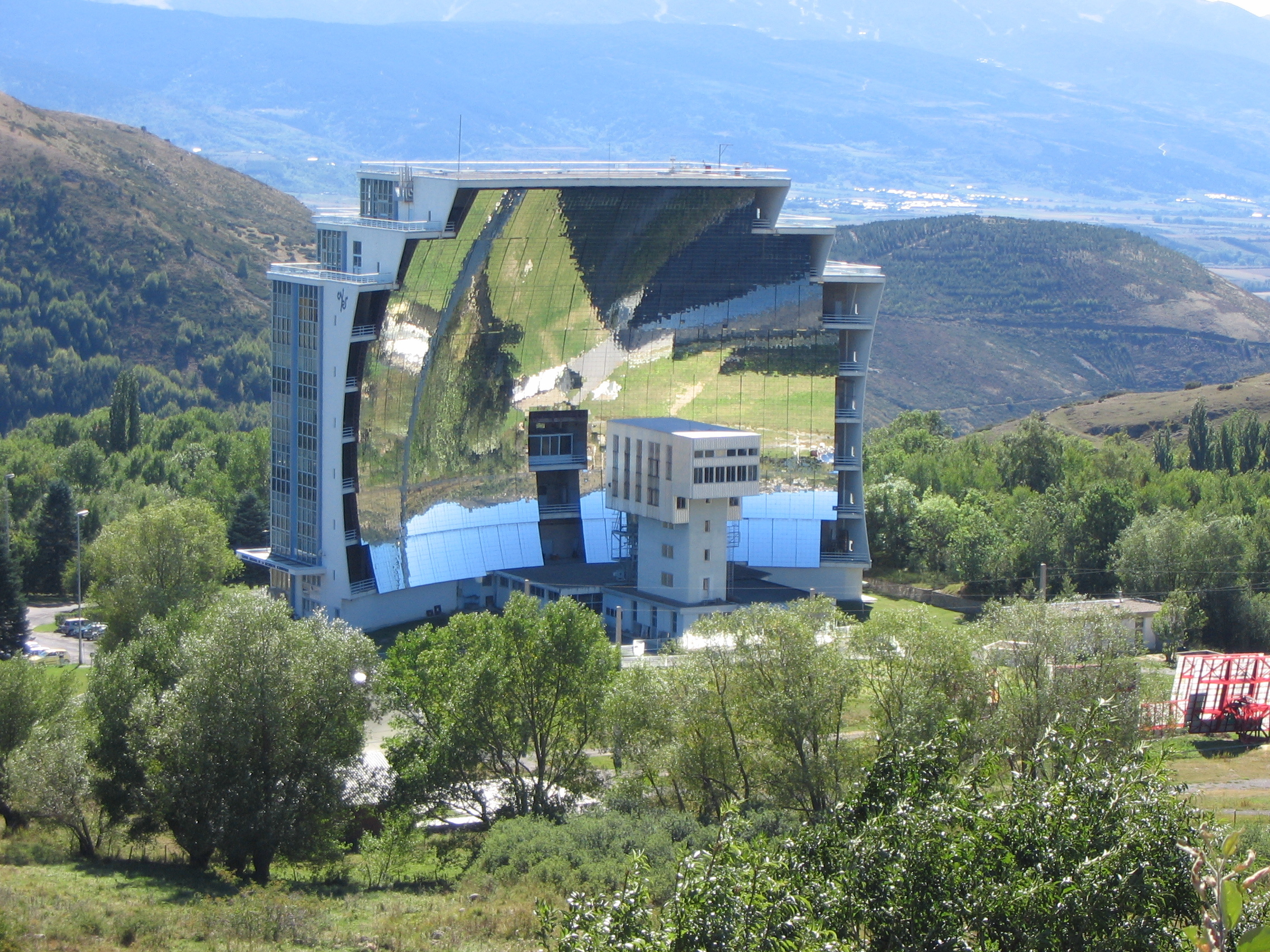
Солнечная печь, в которой может достигаться температура 3500°C
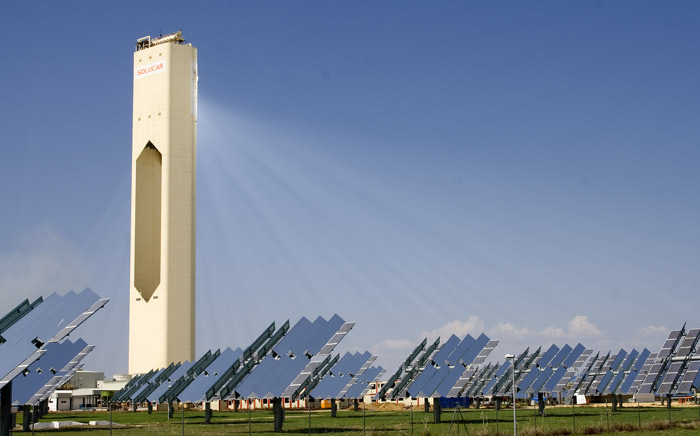
Солнечная электростанция PS10 концентрирует солнечный свет от гелиостатов на центральной башне
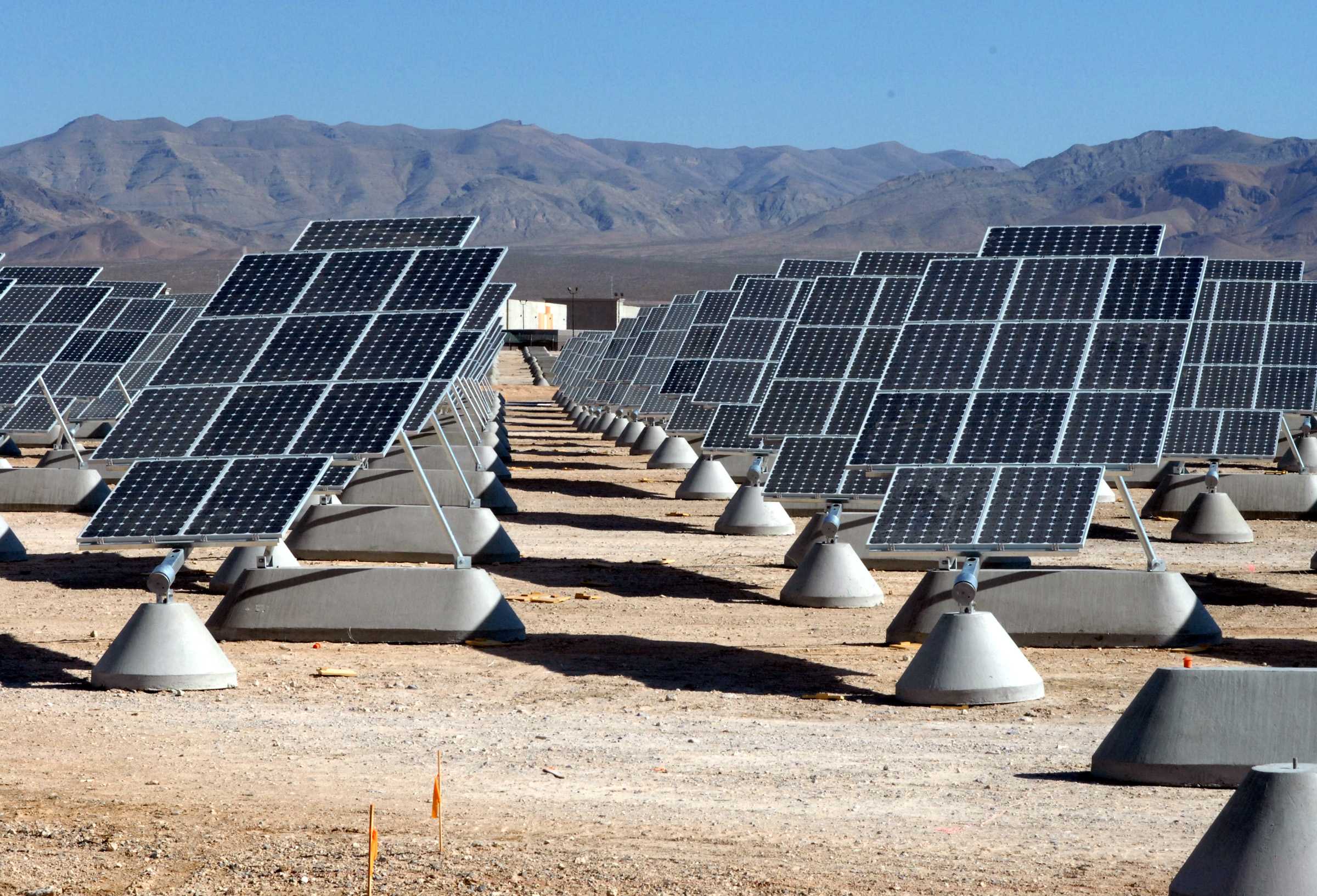
Солнечная электростанция, использующая фотоэлектрические модули
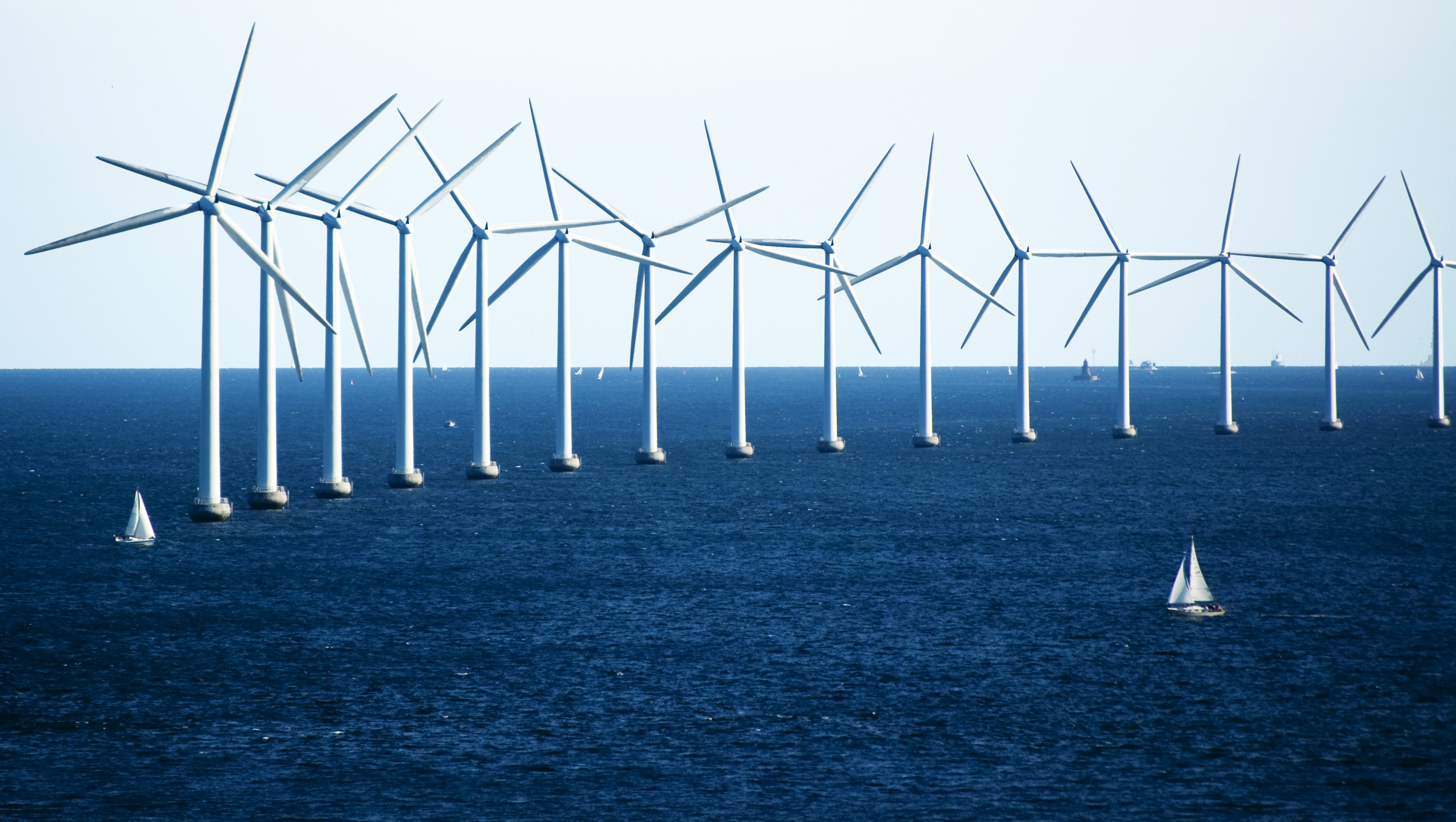
Прибрежная ветряная электростанция
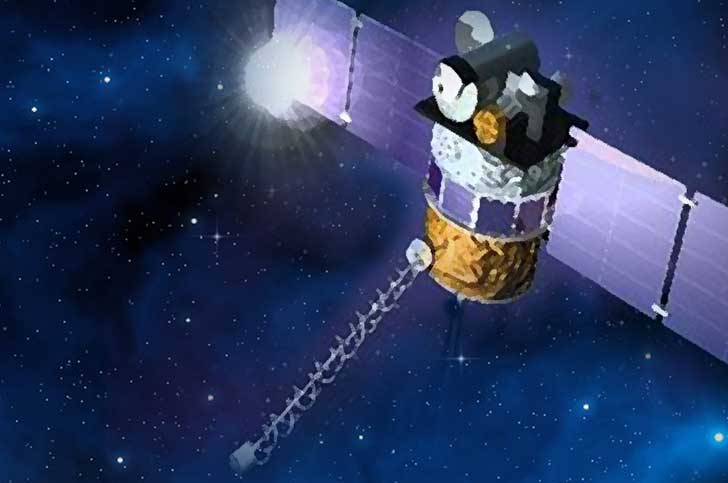
Deep Space Climate Observatory для наблюдения за космической погодой и атмосферой Земли
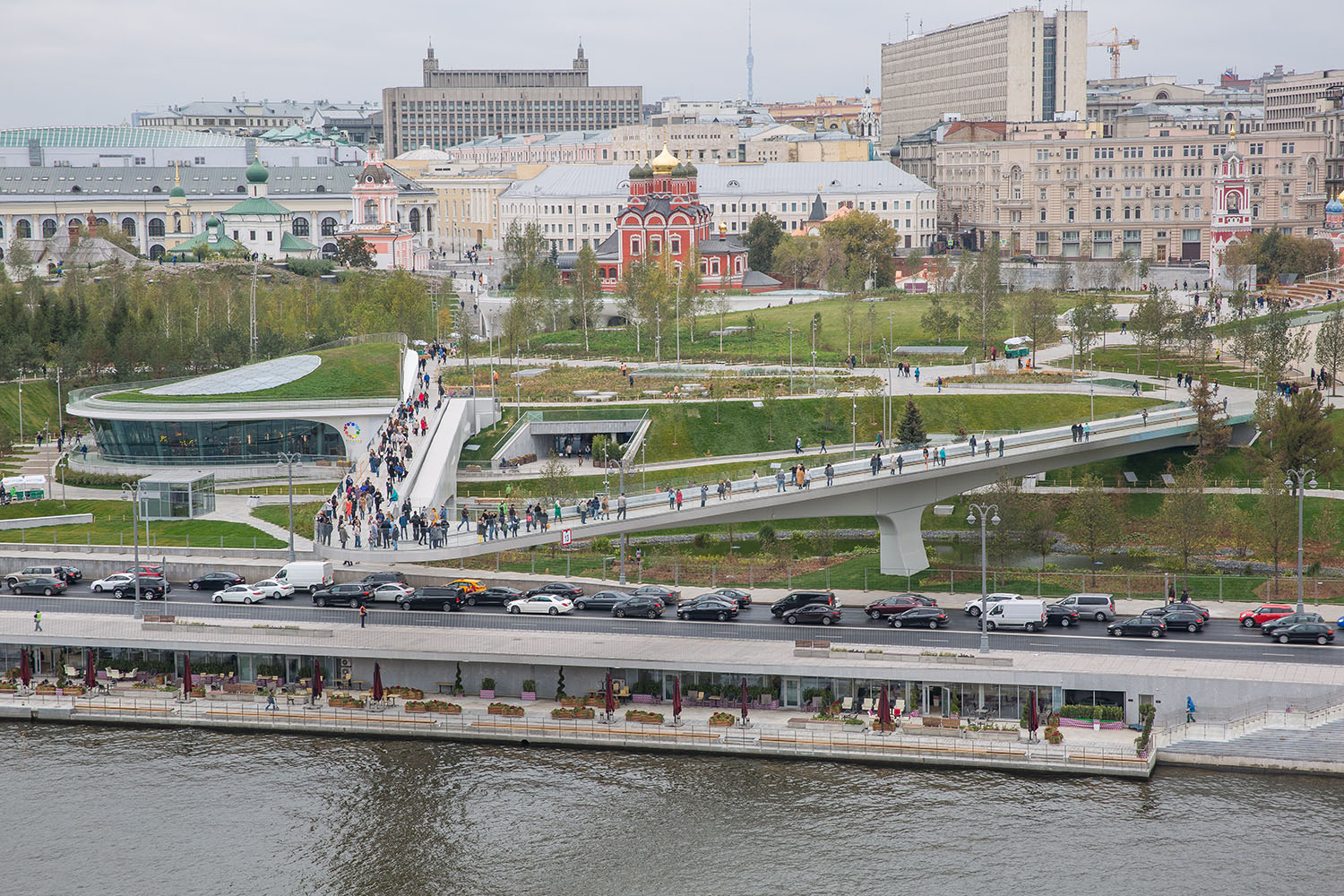
Ландшафтный парк Зарядье, созданный по принципам природного урбанизма c искусственными микроклиматами